# Ștefan Ströck
Ștefan Ströck (ur. 11 lutego 1901 w Nagyvárad, zm. 15 lutego 1991) - rumuński piłkarz. Uczestnik Igrzysk Olimpijskich 1924 w Paryżu.

## Kariera
Ștefan Ströck rozpoczynał grę w rodzinnej Oradei w klubie Stăruința Oradea, po czym w 1923 przeszedł do CA Oradea. Grając w CA został powołany do kadry narodowej, w której zadebiutował w meczu z Austrią, przegranym przez Rumunów 1:4. Mimo rozegrania zaledwie jednego meczu został powołany na Igrzyska Olimpijskie w 1924 w Paryżu, gdzie zagrał w pierwszym składzie w meczu z reprezentacją Holandii. Mecz ten również został przegrany przez Rumunów tym razem 0:6. Po igrzyskach rozegrał jeszcze jeden mecz w kadrze narodowej z Bułgarią, wygrany przez Rumunię 4:2. W 1926 Ströck przeszedł do Fulgerul, w którym grał do 1927, po czym miał 6 letnią przerwę w grze. Pod koniec kariery grał w braszowskich klubach: ACFR i Locomotivie.
Jego starszy brat Albert Ströck-Török również był piłkarzem, olimpijczykiem z 1924.